# 2番街駅
2番街駅（2ばんがいえき、英語: Second Avenue）はマンハッタン区ロウアー・イースト・サイドとイースト・ヴィレッジ境、2番街とハウストン・ストリート交差点に位置するニューヨーク市地下鉄IND6番街線の駅で、F系統が終日停車する。

## 歴史
駅は1936年1月1日に西4丁目-ワシントン・スクエア駅からイースト・ブロードウェイ駅まで開業した際に開業、開業の際にはE系統が停車していた。東の車止めで終わっている2線の急行線はINDワース・ストリート線への準備だった。

## 駅構造
| G          | 地上階                                 | 出入口 |
| M          | 改札階                                 | 改札口、駅員詰所、メトロカード券売機                                                                      |
| P ホーム階 | 北行緩行線                             | ← ジャマイカ-179丁目駅行き (ブロードウェイ-ラファイエット・ストリート駅)                                  |
| P ホーム階 | 島式ホーム、到着番線に応じたドアが開く | |
| P ホーム階 | 折返線                                 | ← 定期列車なし                                                                                            |
| P ホーム階 | 折返線                                 | ← 定期列車なし                                                                                            |
| P ホーム階 | 島式ホーム、到着番線に応じたドアが開く | |
| P ホーム階 | 南行緩行線                             | → コニー・アイランド-スティルウェル・アベニュー駅行き (デランシー・ストリート-エセックス・ストリート駅) → |

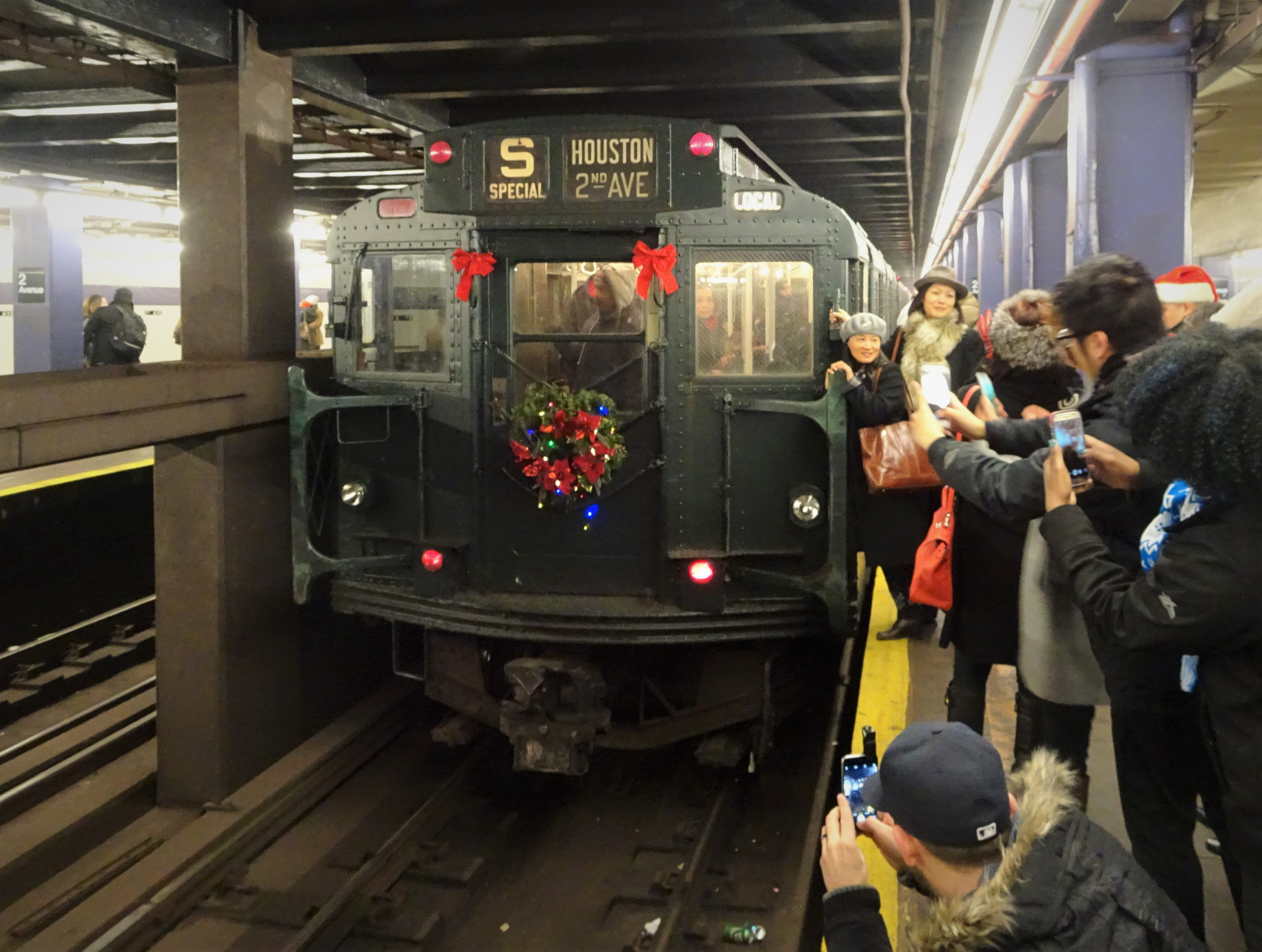
特別列車が到着する

駅は島式ホーム2面4線の駅だが、駅のすぐ東西は複線になっている。ただし、クリスティー・ストリート連絡線が開業するまでは当駅まで急行線があった。タイルは紫色、柱は青色で壁にはIND様式で"2ND AVE"と書かれている。
駅名に2番街とあるが、終日営業の改札は1番街にある。

### 出口
- ハウストン・ストリートと2番街交差点の北西[8]
- ハウストン・ストリートとクリスティー・ストリート交差点の南西[8]
- ハウストン・ストリートと1番街交差点の北西[8]
- ハウストン・ストリートとアレン・ストリート交差点の南西[8]